# Берендеево (археологический комплекс)
Археологический комплекс «Беренде́ево» — одиннадцать памятников эпохи мезолита, неолита и более позднего времени, расположенных на прибрежных суходолах и островах Берендеевского болота, которое находится недалеко от посёлка Берендеево Переславского района Ярославской области.:62
Болото является остатком древнего озера, которое сформировалось в эпоху бореала, в зоне московского оледенения.:298 Около 6 тысяч лет назад, в эпоху раннего неолита начинается уменьшение водного зеркала водоёма, заболачивается периферийная зона.:65 На рубеже атлантического и суббореального периодов около 4,5 тысяч лет назад начинается процесс дальнейшего сокращения водоёма и заболачивания его центральной части, сопровождающийся более интенсивным освоением озёрной котловины человеком.:65
В середине 60-х годов в западном секторе болота при фрезерной добыче торфа одновременно было вскрыто и уничтожено несколько памятников эпохи мезолита и неолита. Некоторые из них (Берендеево I, II, IIа, III, IV) частично удалось изучить, остальные же в настоящее время полностью разрушены. От них осталась только небольшая коллекция, собранная на торфополях местным энтузиастом А. М. Бакаевым. Судя по этим находкам, на палеоозере было около 10 древних поселений, кроме того, в 7 пунктах найдены единичные орудия труда и фрагменты неолитической керамики:73. Всего отмечено 25 мест находок. Большинство из них было уничтожено при добыче торфа. Торфоразработками предположительно уничтожены памятники эпохи позднего неолита и бронзы, так как располагались в верхних слоях. По результатам раскопок и коллекционным сборам достоверно изучено 10 стоянок и один могильник.:298
- Берендеево 1
- Берендеево 2
- Берендеево 2А
- Берендеево 3
- Берендеево 4
- Берендеево 5
- Берендеево 6
- Берендеево 7
- Берендеево 8
- Берендеево 9

В настоящее время остатки стоянок уничтожены выгоранием торфяных залежей в пожарах.:298

## Берендеево I
Радиоуглеродные даты ранненеолитической культуры: 7050 + 80 лет.

## Берендеево IIа
Радиоуглеродные даты ранненеолитической культуры: от 6780 + 70 до 7270 + 80 лет.

## Берндеево V
Как и большинство берендеевских стоянок, относится к типу болотных. Расположено оно в периферийной северо-западной зоне торфяника, интенсивное заболачивание которой началось во время первого этапа сокращения праозера,
около 6 000 лет назад. 
В разрушенном культурном слое собрано 52 различных костяных предмета. Большинство из них изготовлено из костей лося, реже использовались кости медведя и других животных. Самую большую группу находок составляют наконечники стрел и обломки. Следующая группа костяных орудий состоит из наконечников гарпунов, обломков и одной заготовки. Последнюю группу находок составляют костяные орудия, которые обычно объединяются в тип с растяжимым понятием «заострения под углом 45°». Предполагается, что «заострения» различных размеров выполняли функции наконечника (навершия) пешни, долота, а также инструментов для обработки кож и сдирания лыка. Прочие находки со стоянки Берендеево V состоят из девяти обломков неясных костяных орудий, большого числа кухонных отбросов, нескольких кремнёвых осколков, почти треугольных поплавков для сетей сделанных из сосновой коры, нуклевидных кусков и одного небольшого обломка стенки сосуда. Он орнаментирован мелкозубчатыми вертикальными линиями, тыльная сторона покрыта частыми «расчёсами», а в тесте отмечено очень много крупнозернистой дресвы. Подобная керамика широко распространена в ранненеолитических верхневолжских слоях Волго-Очья и особенно схожа с керамикой поселения Берендеево IIа. 
Стоянку Берендеево V относят к кругу памятников ранненеолитической верхневолжской культуры.

## Берендеево IX
Расположено в юго-западной сати торфяника, примерно в 250 метрах от края болотной котловины, на линии распространения сапропелей, которую принято считать границей палеоозера. Стоянка в отличие от прочих находилась
не на болоте, а на заторфованном ныне берегу древнего водоёма. 
Костяной инвентарь малочислен, всего 12 экземпляров, но он очень резко отличается от костяных орудий остальных стоянок берендеевского микрорайона. Из пяти наконечников стрел четыре имеют правильную биконическую с ободком-«ограничителем» головку, переходящую в длинный, круглый в сечении насад. Они идентичны веретенообразным наконечникам из мезолитического слоя стоянки Ивановское III и Нижнего Веретье. Особого внимания в коллекции заслуживают два орудия: большой наконечник копья, имеющий на одной из трёх плоскостей длинный глубокий паз, и обломок уникального массивного гарпуна с просверлённым отверстием на основании и крупными клювовидными зубцами, тщательно вырезанными с двух сторон. Подобных гарпунов на других стоянках лесной зоны Северо-Восточной Европы не найдено. 
Из-за скудности материала датировать находки затруднительно. Предполагается, что стоянка относится к позднему мезолиту.

## Палеогенетика
У мужчины 55–60 лет европеоидного типа (образец BER001, 4447–4259 лет до н. э.) с могильника Берендеево определена Y-хромосомная гаплогруппа Q1-L56>Q1-L53>Q1-L54 и митохондриальная гаплогруппа K1.